# Eifel

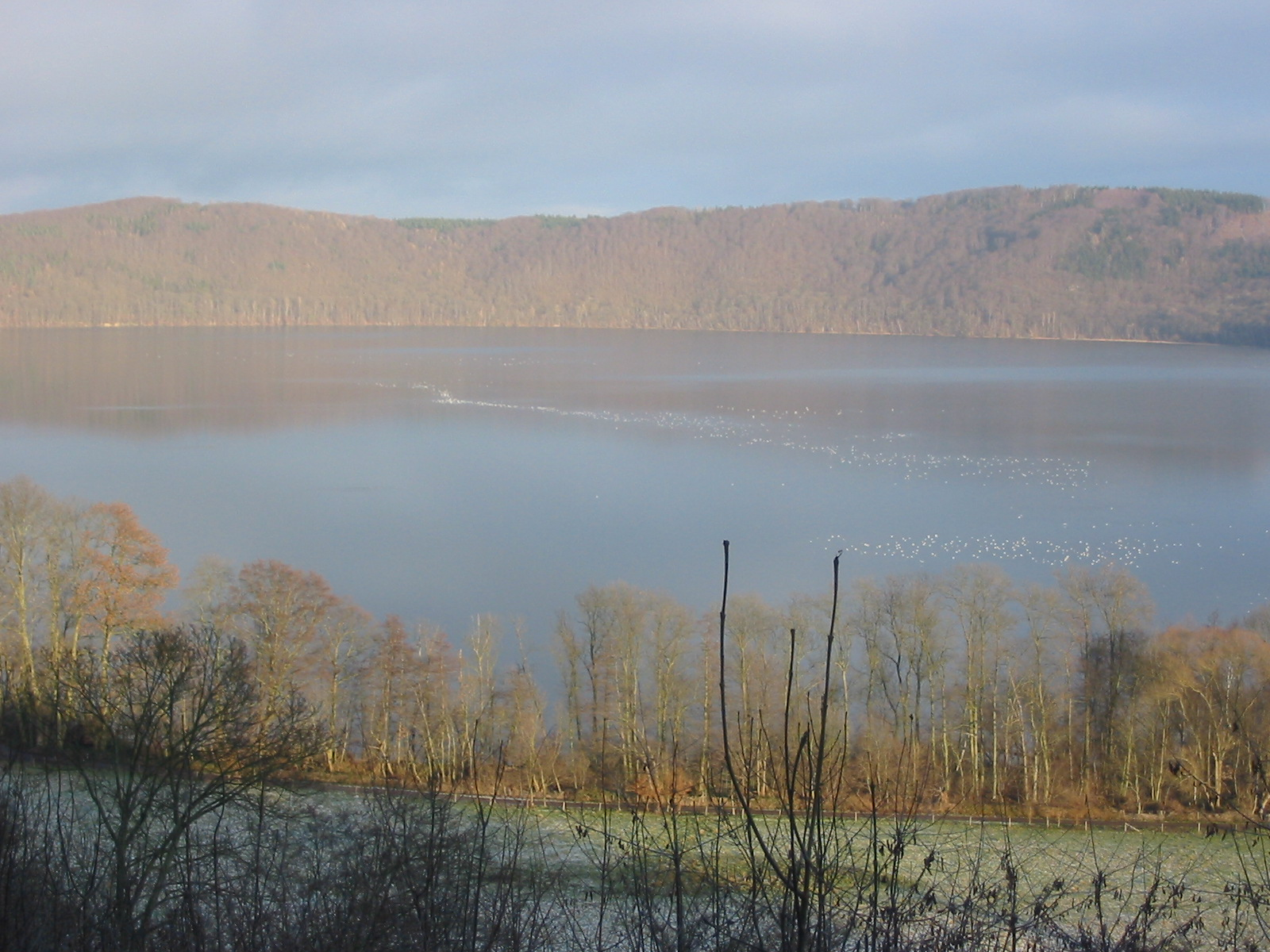
Sjön Laacher See

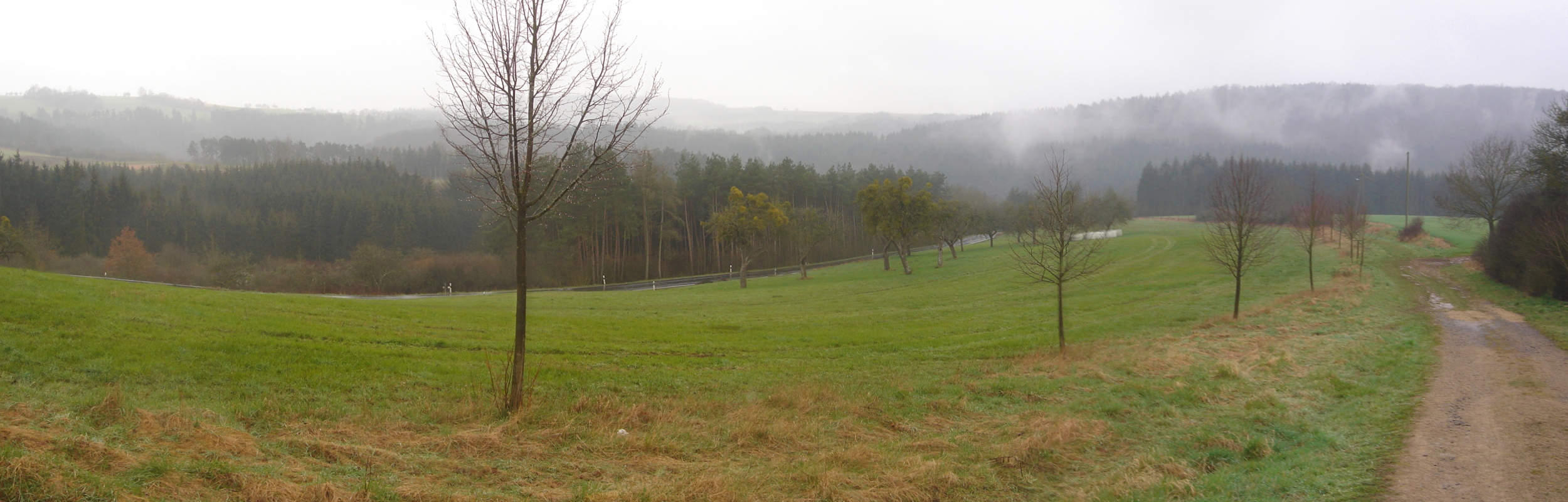
Kylls floddal

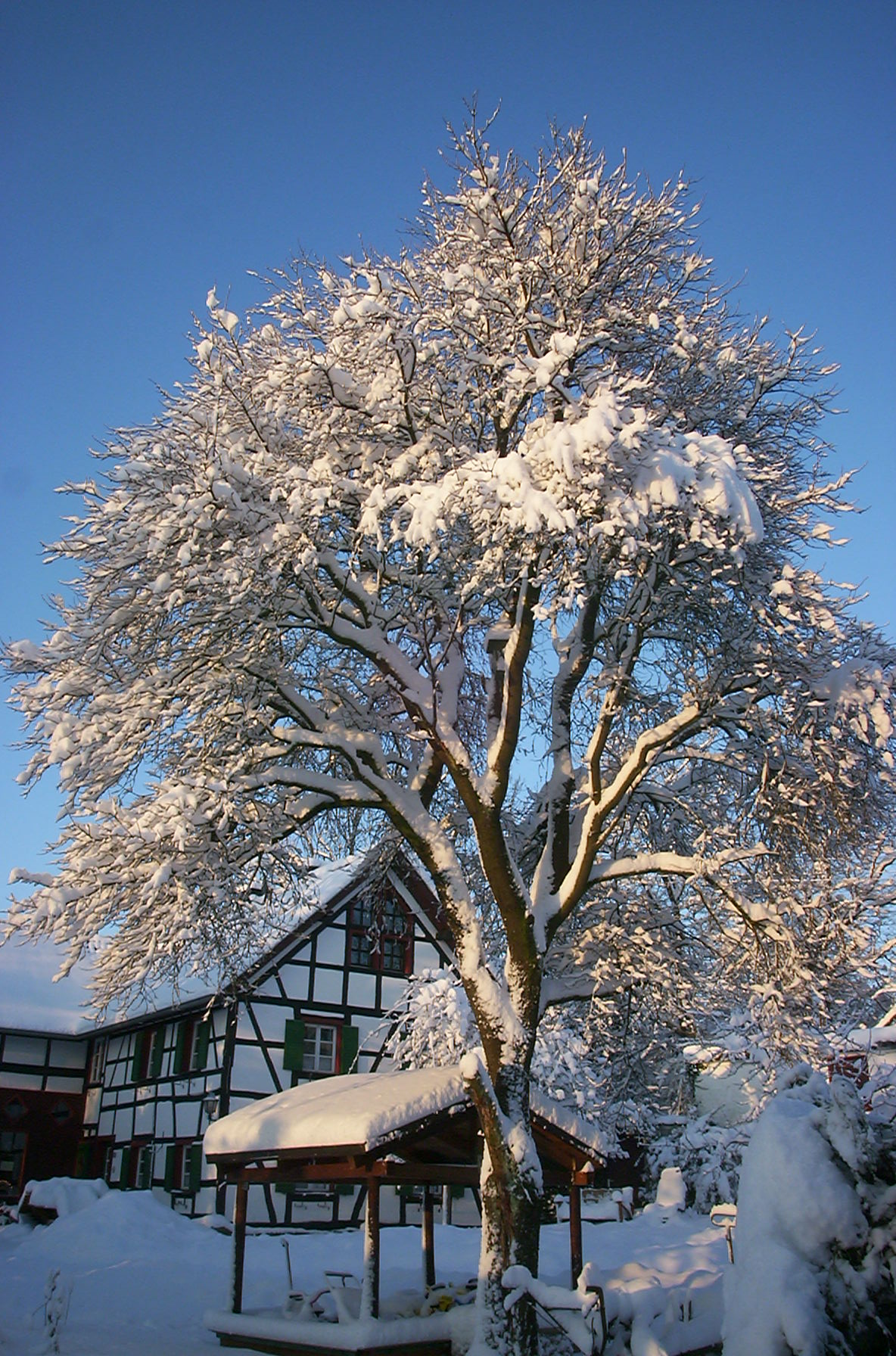
Vintertid är Eifel ofta snötäckt

Eifel är en kullig högplatå i västra Tyskland som omfattar delar av sydvästra Nordrhein-Westfalen och nordvästra Rheinland-Pfalz. Eifel kantas i söder av Mosel och i öster av Rhen. I norr har platån en fortsättning i Hautes Fagnes (Hohes Venn) och i väst i Ardennerna. Den högsta punkten i Eifel är Hohe Acht, som når 747 meter över havet.
Under tertiär och kvartärtiderna förekom omfattande vulkanisk aktivitet, varför man här kan finna såväl rester av vulkankäglor som kratersjöar. Dessutom förekommer ett stort antal maar-sjöar. Det senaste utbrottet vid Ulmener Maar ägde rum för omkring 10 000 år sedan. Vid det största utbrottet i senkvartär, för cirka 13 000 år sedan bildades kratersjön Laacher See. Tefra från utbrottet, den så kallade Laacher See-tefran, spreds i olika riktningar och nådde bland annat Bornholm och Rügen. Eifel är en hotspotvulkan och forskning har visat att manteln fortfarande är aktiv och att Eifel reser sig med en hastighet på 1–2 mm per år. Historiskt har vulkanerna i regionen varit aktiva med 10–20 000 års mellanrum vilket antyder att framtida utbrott är fullt möjliga inom en snar framtid.[källa behövs]